# Echinorhynchus chierchiae
Echinorhynchus chierchiae är en hakmaskart som beskrevs av Francesco Saverio Monticelli 1889. Echinorhynchus chierchiae ingår i släktet Echinorhynchus och familjen Echinorhynchidae. Inga underarter finns listade i Catalogue of Life.